# Youngosuchus
Youngosuchus is een geslacht van uitgestorven Archosauria uit het Midden-Trias van China. De typesoort is Youngosuchus sinensis en werd voor het eerst beschreven in 1973 als een nieuwe soort van de erythrosuchide Vjushkovia. In 1985 werd hij benoemd als zijn eigen geslacht van de Rauisuchia. Een studie uit 1992 ondersteunde de oorspronkelijke classificatie van Youngosuchus sinensis als een erythrosuchide, maar meer recente studies classificeren het als een rauisuchide archosauriër uit de clade Loricata, zonder enig verband met Vjushkovia, wat hoogstwaarschijnlijk een synoniem is van Garjainia.

## Beschrijving
Youngosuchus is bekend van een goed bewaard gebleven skelet dat is gevonden in de Kelamayi-formatie in het Junggur-bekken van Xinjiang, China. Het skelet IVPP V 3239 omvat een volledige schedel, halswervels, ribben, de schoudergordel en voorpoten. Youngosuchus heeft een grote, diepe schedel met scherpe naar achteren gekromde tanden. Osteodermen zijn niet aanwezig op het skelet, een aanwijzing dat Youngosuchus mogelijk de bepantsering van andere vroege archosauriformen miste.

## Classificatie
Het skelet van Youngosuchus werd voor het eerst beschreven in 1973 door de Chinese paleontoloog Yang Zhongjian, in het Westen bekend als C.C. Young. Young benoemde het als Vjushkovia sinensis, een derde soort van het erythrosuchide geslacht Vjushkovia. Erythrosuchiden zijn basale archosauriformen die nauw verwant zijn aan Archosauria, de groep die levende krokodillen en vogels omvat. In 1985 richtten de Russische paleontologen N.N. Kalandadze en Andreii Sennikov Youngosuchus op als een nieuw geslacht voor Vjushkovia sinensis en vernoemden het naar Young. Ze beschouwden de twee andere soorten Vjushkovia als leden van het erythrosuchide geslacht Garjainia en herclassificeerden Youngosuchus sinensis als een rauisuchide. Rauisuchiden zijn meer afgeleid dan erythrosuchiden, omdat ze binnen de Archosauria liggen, met name binnen de clade Pseudosuchia.
Youngosuchus mist een aantal veel voorkomende erythrosuchide kenmerken. Het schedeldak van Youngosuchus is vlak, terwijl bij Erythrosuchus hetzelfde gebied enigszins verlaagd is. De verlaging bij de erythrosuchiden is een overblijfsel van het foramen parietale ofwel derde oog dat aanwezig was in meer basale reptielen. Het ontbreken van een verlaging in het schedeldak van Youngosuchus suggereert dat hij tot een meer afgeleide groep behoort dan Erythrosuchus. Een ander verschil tussen Youngosuchus en erythrosuchiden is te zien in de fenestra antorbitalis, een gat in de zijwand van de schedel vóór de ogen. Bij Youngosuchus is de fenestra groot en driehoekig, maar mist de verdiepte boven- en voorranden die te zien zijn in de schedels van erythrosuchiden.
De toewijzing van Youngosuchus aan Rauisuchidae werd aanvankelijk niet algemeen aanvaard. Paleontoloog J. Michael Parrish behield Youngosuchus sinensis als een soort van Vjushkovia in zijn studie van erythrosuchiden in 1992 en bleef Vjushkovia erkennen als een geldig taxon onderscheiden van Garjainia. Sennikov verwierp, samen met paleontoloog David J. Gower, de conclusies van Parrish in 2000 door Vjushkovia triplocostata, de typesoort van Vjushkovia, te beschouwen als een jonger synoniem van Garjainia prima. In zijn overzicht van rauisuchiden uit 2000 beschouwde Gower Youngosuchus sinensis niet als een synoniem van Garjainia prima, in plaats daarvan suggereerde hij dat het een rauisuchide was. Martin Ezcurra (2016)'s studie van de archosauromorfe classificatie plaatste Youngosuchus als een naaste verwant van de loricaat Batrachotomus, ver weg van Garjainia (die werd beschouwd als niet te onderscheiden van Vjushkovia).